# Пресика (Лютомер)
Пресика (словен. Presika) — поселення в общині Лютомер, Помурський регіон, Словенія. Висота над рівнем моря: 195,1 м.